# Ozero Bolsjoje Svjatoje (sjö i Belarus)
Ozero Bolsjoje Svjatoje (ryska: Озеро Большое Святое) är en sjö i Belarus.   Den ligger i voblasten Vitsebsks voblast, i den nordöstra delen av landet, 160 km nordost om huvudstaden Minsk. Ozero Bolsjoje Svjatoje ligger 168 meter över havet. Arean är 0,45 kvadratkilometer. Den sträcker sig 0,8 kilometer i nord-sydlig riktning, och 1,1 kilometer i öst-västlig riktning.
Omgivningarna runt Ozero Bolsjoje Svjatoje är en mosaik av jordbruksmark och naturlig växtlighet. Runt Ozero Bolsjoje Svjatoje är det glesbefolkat, med 16 invånare per kvadratkilometer.